# Kota Minami
Kota Minami (南 光太 Minami Kota?), född 1 maj 1979 i Oita prefektur, är en japansk före detta fotbollsspelare.
Minami började sin karriär 1998 i Nippon Steel Oita. Efter Nippon Steel Oita spelade han för Profesor Miyazaki och Mito HollyHock. Han avslutade karriären 2000.